# 대한민국 형법 제364조
대한민국 형법 제364조는 업무상과실, 중과실에 대한 형법각칙의 조문이다.

## 조문
제364조(업무상과실, 중과실) 업무상과실 또는 중대한 과실로 인하여 제362조의 죄를 범한 자는 1년 이하의 금고 또는 500만원 이하의 벌금에 처한다. <개정 1995.12.29>

第362條(贓物의 取得, 斡旋 等) ① 贓物을 取得, 讓渡, 運搬 또는 保管한 者는 7年 以下의 懲役 또는 1千500萬원 以下의 罰金에 處한다. 

② 前項의 行爲를 斡旋한 者도 前項의 刑과 같다.

## 판례
- 장물을 팔아서 얻은 돈은 장물이 아니다[1]
- 횡령 교사를 한 후 그 횡령한 물건을 취득한 때에는 횡령교사죄와 장물취득죄의 경합범이 성립한다[2]

### 인출된 현금 또는 수표의 장물성
- 장물인 현금 또는 수표를 금융기관에 예금의 형태로 보관하였다고 동일한 액수의 현금 또는 수표를 인출한 경우, 액수에 의하여 표시되는 금전적 가치에는 어무런 변동이 없으므로, 장물성이 유지된다[3]

## 참고 문헌
- 김재윤(학원인), 손동권 저, 새로운 형법각론, 율곡출판사, 2013. ISBN 9788997428342

## 같이 보기
- 장물죄
- 장물양도죄